# Disque d'or
Disque d'or es un disco de estudio de Los Calchakis, grabado en 1970 con el sello francés ARION, para este disco se integra en el grupo Rodolfo Dalera, quien grabaría con Los Calchakis durante los próximos 5 años.
El disco se titula también Las flutes indiennes / Vol 3, como continuación de la serie de los álbumes La flute indienne / Vol 1 y La flute indienne / Vol 2.
En México, esta grabación salió bajo el título "Buscando el Alma Americana" (Discos Gamma), con la que prácticamente se dio a conocer el grupo en ese país. Esta edición mexicana contiene una grabación inédita de "El Cóndor Pasa" de Daniel Alomía Robles. 

## Lista de canciones
| N.º | Título                | Música                                    | Duración |  |
| 1.  | «Soy peregrino»       | A. de Robertis                            |          |  |
| 2.  | «Charanguito»         | Jorge Huirse                              |          |  |
| 3.  | «Reservista Purajhei» | Agustín Barbosa y Félix Fernández Galeano |          |  |
| 4.  | «La cocinerita»       | folklore                                  |          |  |
| 5.  | «Cuculi»              | folklore                                  |          |  |
| 6.  | «La esdrújula»        | A. de Robertis                            |          |  |
| 7.  | «Chuqui»              |                                           |          |  |
| 8.  | «La peregrinación»    | Félix Luna y Ariel Ramírez                |          |  |
| 9.  | «Vicuñita»            | folklore                                  |          |  |
| 10. | «Kapullay»            | folklore                                  |          |  |
| 11. | «Sonkoy»              | Jorge Milchberg                           |          |  |
| 12. | «Jilguerito»          | A. de Robertis                            |          |  |
| 13. | «Indios guerrilleros» | folklore                                  |          |  |
| 14. | «Canelazo»            | folklore                                  |          |  |

## Integrantes
- Héctor Miranda
- Alfredo de Robertis
- Sergio Arriagada
- Rodolfo Dalera
- Nicolás Pérez González

- Datos: Q5808583